# Schule am Mittelmeer
Die Schule am Mittelmeer ist eine der sechs von Klaus Voigt in Italien nachgewiesenen Schulen im Exil für deutsch-jüdische Emigrantenkinder. Die Gründer der Schule waren die beiden 1933 von den Nazis von der Frankfurter Johann Wolfgang Goethe-Universität vertriebenen Pädagogen Hans Weil und Heinz Guttfeld. Die in Recco angesiedelte Schule ist in Italien bis heute auch bekannt als Scuola sul Mediterraneo.

## Die Gründung der Schule
Weil ging zunächst nach Florenz und übernahm dort die Stelle des Studienleiters an dem von Werner Peiser und Moritz Goldstein gegründeten Landschulheim Florenz. Aufgrund seiner an den Vorstellungen der Reformpädagogik orientierten pädagogischen Ideen stimmte er jedoch schon bald nicht mehr mit dem traditionelleren pädagogischen Konzept des Landschulheims, das stärker am klassischen deutschen Gymnasium ausgerichtet war, überein. Daher gründete er zusammen mit Heinz Guttfeld, der vorher ebenfalls am Landschulheim Florenz gearbeitet hatte, in Recco die Schule am Mittelmeer. Die Wahl dieses Schulstandortes erfolgte rein zufällig, wie Hans Weil sehr drastisch beschreibt. Und auch eine andere Schwierigkeit der Schulgründung wird aus seinen kurzen Notizen deutlich: Hans Weil sprach zu diesem Zeitpunkt, wie er bekannte, keine zwanzig Worte Italienisch. Er ließ sich deshalb bei der Standortsuche von einem bereits Italienisch sprechenden Studenten begleiten.
Die "Schule am Mittelmeer" wurde am 1. März 1934 mit zunächst vier vom Landschulheim Florenz mit herübergekommenen Schülern eröffnet und hatte ihren Sitz in der heute noch existierenden „Villa Palma“.

## Konzept und Alltag
In ihrem Grundsatzprogramm bekannte sich die Schule zur Loyalität sowohl gegenüber der deutschen als auch der jüdischen Tradition. Zugleich warb sie für Offenheit gegenüber dem Gastland Italien und erklärte die Erziehung zu sozialer Humanität zu ihrem obersten Lernziel: 

„Hans Weil hielt noch an der von ihm selbst überzeugend verkörperten 'deutsch-jüdischen Symbiose' fest; seine Schule war deshalb insbesondere für 'halbjüdische' Kinder gedacht. Selbst Schüler zweier Landerziehungsheime, praktizierte Weil deren Lebens- und Arbeitsformen auch in Recco.“

Werkarbeit, Arbeit in Haus und Garten, waren ebenso fester Bestandteil des Schulalltags wie intensive Sprachkurse und die Vorbereitung auf ein Leben in anderen europäischen oder außereuropäischen Ländern. Fest verankert im Schulleben waren auch die wöchentlichen „Sonntagsansprachen“, in denen Weil seine Vorstellungen von sozialem Humanismus immer wieder neu entfaltete. Sie waren häufig eingebunden in eine musikalische Begleitung und in begleitende Gespräche mit den Kindern und den Mitarbeitern. Häufiger Gast in der Schule war auch der seit November 1935 in Recco wohnende Schriftsteller Karl Wolfskehl, der sich an Diskussionsveranstaltungen mit den Schülern beteiligte und Kontakte zu den Lehrern unterhielt.
Hans Weil, der sich später in den USA seinen Lebensunterhalt teilweise als Fotograf verdienen musste, hatte auch der Fotografie eine große Rolle im Schulalltag zugewiesen und ein schuleigenes Studio eingerichtet. Aus dieser Arbeit resultieren viele Fotos, die auch heute noch einen Eindruck vom Schulleben vermitteln können. Zusätzlich sind ca. fünfzig Bilder einer professionellen Fotografin, Erika Baumann, deren Kinder Schüler in Recco waren, über den Schulalltag erhalten.
Die Schule arbeitete in ihren ersten Jahren auf einer eher informellen Grundlage: Duldung durch das Deutsche Generalkonsulat in Genua und durch die örtlichen italienischen Behörden. Als Weil 1936 versuchte, diesen Status zu legalisieren, wurde ihm von italienischer Seite aus bedeutet, dass dem Einsprüche aus Deutschland entgegenstünden. Am 31. Juli 1937 erging eine Verfügung, die Schule, die zu der Zeit von ca. dreißig Schülerinnen und Schülern besucht wurde und acht italienische Angestellte beschäftigte, bis Mitte September 1937 zu schließen. Proteste hiergegen blieben erfolglos, ebenso der Versuch, die Schule unter italienischer Leitung fortzuführen.
Hans Weil musste als ausländischer Jude im Februar 1939 Italien verlassen. Über das weitere Schicksal der Kinder ist, bis auf das zweier Schüler, nichts bekannt. Bekannt ist allerdings die Geschichte von Paul Wolf aus Darmstadt, dem Sohn des Rechtsanwalts Hermann Wolf, der die Schule von Oktober 1936 bis November 1937 besuchte und dann auf ein englisches Internat wechselte.

## Mitarbeiter
Auch über die an der Schule unterrichtenden Lehrkräfte gibt es teilweise nur spärliche Hinweise:
- Heinz Guttfeld, der Mitbegründer der "Schule am Mittelmeer", unterrichtete hier bis 1935, und ebenso
- Ellen Ephraim, die spätere Ehefrau von Heinz Guttfeld. Beide sind zusammen nach Palästina ausgewandert.
- Lenz Weishaupt[3][13] war ein promovierter Historiker, wie es sich aus einer referierten Sonntagsansprache vom 21. April 1937 ergibt.[14] Er hatte zwischen 1924 und 1929 ein Volontariat an einem Kölner Museum abgelegt und in Würzburg promoviert.[15] Im Katalog der Deutschen Nationalbibliothek wird die 1935 verfasste Dissertation von Lenz Weishaupt mit dem Titel "Wolfgang Waldberger, ein deutscher Baumeister zu Nördlingen" ausgewiesen.[16]
- Kurt Heinrich Wolff, ein Soziologe, konnte, wie Hans Weil auch, über England in die USA emigrieren.[17]